# Gasisa Sjubanova
Gasisa Akhmetovna Sjubanova (kasakhisk: Ғазиза Ахметқызы Жұбанова tr. Gaziza Akhmetqyzy Sjubanova, russisk: Газиза Ахметовна Жубанова tr. Gasisa Akhmetovna Sjubánova ; født 2. december 1927 i Aktjubinsk oblast Kasakhiske ASSR, Sovjetunionen, død 13. december 1993 i Alma-Ata, Kasakhstan) var den første kvindelige klassiske komponist i Kasakhstan.
I 1966 blev hun valgt som delegeret til kommunistpartiets 23. kongres. Samtidigt blev hun valgt som medlem af centralkommiteen for Kasakhstans Kommunistiske Parti.
Sjubanova studerede komposition og klaver hos Jurij Sjaporin på Moskva musikkonservatorium. Hun underviste som lærer i komposition på Alma-Ata Musikkonservatorium, og blev senere rektor.
Sjubanova har skrevet 3 symfonier, orkesterværker, kammermusik, balletmusik, filmmusik, korværker, vokalmusik, scenemusik , koncertmusik for mange instrumenter etc.

## Udvalgte værker
- Symfoni nr. 1 "Zjiger" (til mindet om hendes far) (1971) - for orkester
- Symfoni nr. 2 "Øen af Kvinder" (1983) - for kvindekor og kvindeorkester
- Symfoni nr. 3 "Sarozek Metaphors" (1989) - for orkester
- "Ode til kommunistpartiet" (kantate) (1971) - for kor
- "Natlys i Ural"(19?) - for orkester
- Tilfældig musik på bredden af Irtysj (1959) - filmmusik
- Lenin er med os (1970) (kantate) - for kor
- Violinkoncert (1958) - for violin og orkester